# Adam van Noort
Adam van Noort (1561/62 - 1641) foi um pintor e desenhista flamengo, um dos professores de Peter Paul Rubens.
Nasceu e morreu em Antuérpia, filho de Lambert van Noort, arquiteto, pintor, produtor de vitrais e gravuras. Provavelmente estudou arte com seu pai mas pode ter tido outros professores pois Lambert morreu quando Adam ainda era muito jovem.  Tornou-se mestre na Guida de São Lucas em 1587. Atuou como diretor da Guilda de 1597 a 1602.  He had problems with the Guild who accused him of poor management of the accounts and misappropriation of materials of the Guild.
Foi professor de Peter Paul Rubens e Jacob Jordaens.  Rubens permaneceu apenas um pouco mais de um ano com Lambert e Jordaens casou com a filha de van Noort, Elisabeth.  Outros alunos de Adam van Noort foram Ferdinand van Apshoven, o Velho, Hendrick van Balen, Artus de Bruyn, Hendrik van der Eedt, Remoldus Eynhoudt e and Hendrick van Herp.
Van Noort encerrou sua carreira como artista por volta de 1630.